# الطريق الوطنية رقم 14 (تونس)
الطريق الوطنية رقم 14 أو ط و14 طريق رئيسية تونسية تصل بين مدينتي صفاقس وقفصة، وهي تمرّ بالمدن التالية على التوالي:
- صفاقس،
- عقارب،
- بئر علي،
- مزونة،
- المكناسي،
- منزل بوزيان،
- السند،
- عبد الصادق،
- قفصة.